# Tärpänänaukko
Tärpänänaukko är en fjärd i Finland. Den ligger i landskapet Egentliga Finland, i den sydvästra delen av landet, 160 km väster om huvudstaden Helsingfors.
Tärpänänaukko ligger mellan Koisaari i väster och Lapila i öster. Den ansluter till Karhuaukko i söder Lapilansalmi i nordöst och Petkellahti i nordväst.